# 奧干拿街

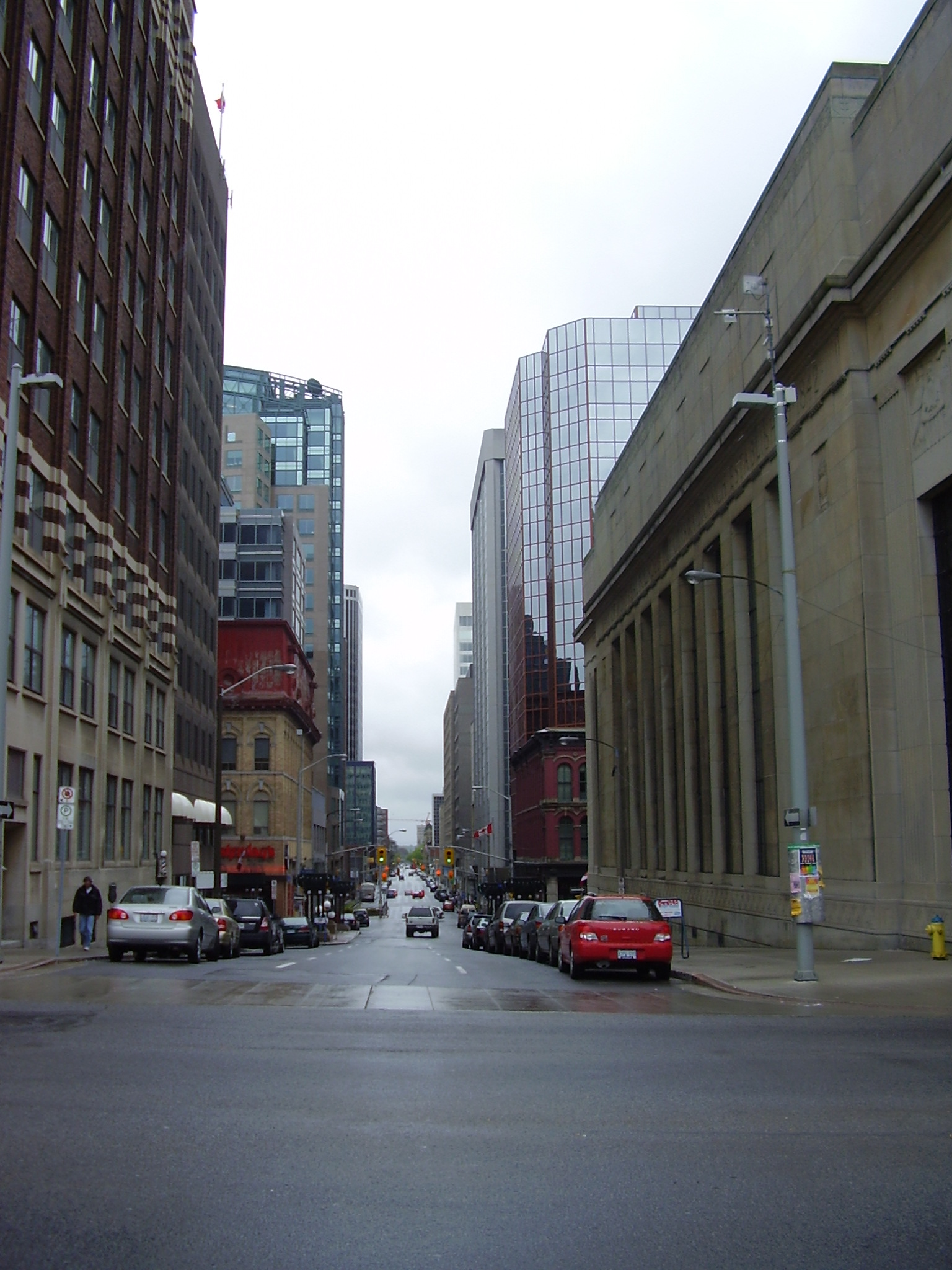
奧干拿街夾威靈頓街

奧干拿街（英語：O'Connor Street）是加拿大安大略省渥太華的一條市中心主幹路。街道呈南北路線，單向南行，提供了一條與銀行街平行的重要通道。
該道路始於國會山的威靈頓街，向南延伸至女皇道，該處有一個西行入口斜路。奧干拿街位於女皇道以南，是格里布社區的一條街道，直至其南端盡頭咸活路（Holmwood Avenue）。
2016年，街道東側設置了一條雙向單車徑。

## 主要路口
主要路口（從北到南）：
- 威靈頓街
- 士柏士街
- 亞厘畢街（英语：Albert Street (Ottawa)）
- 史利達街（英语：Slater Street (Ottawa)）
- 洛里埃路
- 森麻實街
- 格列士敦路
- 史利達街（英语：Slater Street (Ottawa)）
- 女皇道
- 伊沙貝拉街（英语：Isabella Street）
- 第五路
- 咸活路